# 충주 험멜 FC
충주 험멜 FC(Chungju Hummel Football Club)는 대한민국 충청북도 충주시에 있었던 축구 선수단이다. 충주험멜프로축구단이 운영했던 남자 프로 축구단이며, 1999년에 창단되고 2016년에 해단되었다. 1999년 창단 이래 2000년 서울시장기배 우승, 2002년 덴마크 험멜컵 준우승, 2003년 전국체육대회 3위 등의 성적을 냈으며, 2013년부터 2016년까지 K리그 챌린지에 소속되어 있었으나 재정적인 어려움 등으로 인하여 2016년 시즌을 끝으로 해체하였다.

## 역사

### 월계축구회 결성
충주 험멜은 1974년 5월 서울특별시 노원구 월계동의 청년 20여명이 모여 결성한 월계축구회가 모체이다. 월계축구회는 하석주, 이재철, 고병운, 이학종 등을 배출하며 아마추어 축구단으로서 이름을 알렸다. 실제로 1978년부터 각종 클럽 대항전에 나가 수 많은 우승을 차지하였다. 뿐만 아니라 이상재, 최우영, 문성철, 최석호 등 개인 또는 가정 사정으로 인하여 프로 축구나 실업 축구계에 발을 들여놓지 못한 선수들이 소속되었던 팀이어서 축구판 '공포의 외인구단'으로 불리기도 하였다.

### 험멜 실업축구단 창단
월계축구회의 창립 멤버이자 클럽의 단장이었던 변석화는 개인 축구 용품점인 월계 축구사를 운영하고 있었다. 그러던 1998년, 스포츠 용품 생산 업체인 험멜과 계약을 하면서 재정적 여유를 얻음과 동시에 팀명을 험멜 코리아로 변경하였고, 험멜을 모기업으로 하는 실업축구단으로 탈바꿈하였다. 1999년 12월 9일 실업축구단으로서 창단식을 거행하며 공식 출범하였으며, 창단 멤버는 기존 월계축구회 선수 9명을 포함하여 총 18명이었다. 이후 2000년부터 전국실업축구연맹전에 참가하였다.
2003년 K2리그 출범과 함께 도시 연고지 제도를 시행함에 따라 모기업과 가까운 경기도 의정부시를 연고로 정하였다. 이후 의정부에서 3년간 지냈지만, 의정부시 당국과의 협조가 여의치 않아 2006년 4월 이천시으로 연고지를 이전하였다.2008년 3월 20일 본사와 선수단 숙소가 위치한 서울특별시 노원구로 연고지를 재차 이전하여 마들스타디움을 홈 구장으로 사용했었다.2008 FA컵 32강전 부천종합운동장에서 열린 K리그의 강호 수원 삼성 블루윙즈와의 경기에서 0-0으로 비기는 성과를 거두었으나 결국 승부차기에서 2-4로 패하여 탈락하였다.

### 충주 험멜 시대
한국실업축구연맹이 내셔널리그 2010 시즌부터 인조잔디 구장 사용을 불허하면서 마들스타디움을 사용하지 못하게 되었다. 결국 2010년 3월부터 노원 험멜은 창단 이후 처음으로 비수도권 지역인 충청북도 충주시로 연고를 이전하여 충주 험멜 축구단으로 개명하였고, 홈구장을 충주시 교현동에 있는 충주공설운동장으로 정했다.
2010년 3월 9일 충주시청 회의실에서 가진 협약식에서 김호복 충주시장과 변석화 구단주의 협약서 서명과 선수단 소개, 감독과 선수들의 각오 발표, 유니폼 공개 등의 순서로 진행됐다. 협약을 통해 험멜 축구단은 지역 유소년 축구팀과 엘리트 축구선수 육성에 적극 나서고 실업팀과의 교류전을 통한 축구 저변 확대에 노력하기로 했다. 또 충주시는 축구단에 경기장과 연습장 무상 사용은 물론 경기장 내 광고 사용권한을 주기로 했다. 충주에서 열리는 홈 경기에 필요인력을 지원하고 지역민들을 대상으로 한 홍보 활동에도 적극 나서기로 했다. 충주로 연고 이전을 했음에도 불구하고 2011년까지 충주 험멜의 공식적인 팀 등록지는 서울특별시로 되었고, 서울특별시 대표팀을 뽑는 전국체전 예선경기 참가는 서울시와 협의된 상태였기에 진행하지 않을 수 없었고 이때까지 충청북도와는 팀 등록지 변경에 대해 협의가 진행되지 않은 상태였다. 그렇기 때문에 2011년까지 서울특별시의 전국체전 대표로 출전하는 아이러니한 상황까지 발생하였다. 그러나 주 활동 무대인 내셔널리그의 실제 연고지는 매번 홈경기를 치르는 충주시와 협약하였기에 팀 등록지 개념과는 전혀 다른 상황이었음을 모르는 축구팬들도 많았다. 이후 2012년이 되어서야 충청북도로 팀 등록지를 이전하여 확실한 충주시 연고 축구단이 되었다. 충주 험멜은 충주로 정착 후 내셔널리그에서 평균 관중이 가장 높은 축구단으로 등극하였다. 특히 2012년 5월 13일에는 14,000여 명의 관중을 동원하여 역대 내셔널리그 최다 관중 기록을 갱신하기도 하였다.
2013년 승강제의 도입으로 프로 2부 리그가 출범함에 따라 2012년 7월 5일 프로 전환을 선언하였으며, 충주시, 의회, 변석화 구단주가 합심하여 프로화 작업에 착수하였다. 이후 2012년 10월 29일 한국프로축구연맹에서 공식적으로 2부 리그 참가를 승인하여 2013 시즌부터 K리그 챌린지에 참가하게 되었다.
프로 입성 후 첫 시즌인 2013 시즌이 진행되던 2013년 6월 이재철 감독이 성적 부진을 이유로 사임하였다. 이후 홍익대학교 감독을 맡았던 김종필 감독이 지휘봉을 이어잡았으나 팀은 최하위인 8위로 시즌을 마감하였다. 2015 시즌이 종료된 후 김종필 감독이 물러나고 안승인 감독이 부임하였다.
10월 15일 안산 무궁화 FC전에서 8 : 1 승리를 거두며 구단 역사상 한팀의 한경기 최다골 기록을 세움과 더불어 K리그 챌린지 한팀 한경기 최다골 기록과 타이를 이루었다.
11월 22일 충주시의 지원이 부족하다는 것을 이유로 연고 이전을 추진하였으나 마땅한 연고지를 찾지 못했고, 결국 재정 문제를 이기지 못하고 해체를 결정하였다. 2017년 1월 16일 한국프로축구연맹 이사회를 통해 K리그 탈퇴가 승인되었다.

## 연고지와 구단 명칭 변경사
- 험멜 코리아 축구단: (2000 시즌–2002 시즌 / 창단일: 1999년 12월 9일)[8]
- 의정부 험멜 축구단: (2003 시즌–2005 시즌 / 경기도 의정부시 연고지로 K2리그 참가: 2003년 3월 25일)[9]
- 이천 험멜 축구단: (2006 시즌–2007 시즌 / 경기도 이천시와 연고지 협약일: 2006년 4월 4일)[10]
- 노원 험멜 축구단: (2008 시즌–2009 시즌 / 서울특별시 노원구와 연고지 협약일: 2008년 3월 20일)[11]
- 충주 험멜 축구단 / 충주 험멜 FC: (2010 시즌–2016 시즌 혼용 / 충청북도 충주시와 연고지 협약일: 2010년 3월 9일)[22]

## 역대 감독
- 취임은 공식 취임식 일자이며 취임식이 없거나 미상인 경우 공식 선임 일자를 기재한다

| 순번 | 이름   | 취임       | 사임       | 재임시즌      | 비고                      |
| ---- | ------ | ---------- | ---------- | ------------- | ------------------------- |
| 1대  | 정병옥 | 1999/12/09 | 2002/??    | 2000-2002 (?) | 초대 감독 재임기간 불확실 |
| 2대  | 박영환 | 2003/??    | 2006/??    | 2003-2006 (?) | 재임기간 불확실           |
| 3대  | 이상재 | 2007/??    | 2011/10    | 2007-2011.10  |                           |
| 4대  | 이재철 | 2011/10    | 2013/06/19 | 2011.10-2013  |                           |
| 대행 | 민동성 | 2013/06/20 | 2013/07/23 | 2013          |                           |
| 5대  | 김종필 | 2013/07/24 | 2015/12/30 | 2013-2015     |                           |
| 6대  | 안승인 | 2015/12/30 | 2016/12/31 | 2016          | 마지막 감독               |

## 역대 성적
| 시즌 | 리그            | 팀수 | 순위 | FA컵    | 선수권  |
| ---- | --------------- | ---- | ---- | ------- | ------- |
| 2003 | 내셔널리그 전기 | 10   | 9    | -       | ??      |
| 2003 | 내셔널리그 후기 | 10   | 6    | -       | ??      |
| 2004 | 내셔널리그 전기 | 10   | 10   | -       | ??      |
| 2004 | 내셔널리그 후기 | 10   | 7    | -       | ??      |
| 2005 | 내셔널리그 전기 | 11   | 8    | 32강    | ??      |
| 2005 | 내셔널리그 후기 | 11   | 7    | 32강    | ??      |
| 2006 | 내셔널리그 전기 | 11   | 10   | 32강    | ??      |
| 2006 | 내셔널리그 후기 | 11   | 8    | 32강    | ??      |
| 2007 | 내셔널리그 전기 | 12   | 8    | 26강    | ??      |
| 2007 | 내셔널리그 후기 | 12   | 8    | 26강    | ??      |
| 2008 | 내셔널리그 전기 | 14   | 11   | 32강    | ??      |
| 2008 | 내셔널리그 후기 | 14   | 10   | 32강    | ??      |
| 2009 | 내셔널리그 전기 | 14   | 13   | 32강    | ??      |
| 2009 | 내셔널리그 후기 | 13   | 12   | 32강    | ??      |
| 2010 | 내셔널리그 전기 | 15   | 12   | 32강    | A조 3위 |
| 2010 | 내셔널리그 후기 | 15   | 3    | 32강    | A조 3위 |
| 2011 | 내셔널리그      | 14   | 14   | 32강    | B조 4위 |
| 2012 | 내셔널리그      | 14   | 12   | 32강    | A조 3위 |
| 시즌 | 리그            | 팀수 | 순위 | FA컵    | ACL     |
| 2013 | K리그 챌린지    | 8    | 8    | 32강    | -       |
| 2014 | K리그 챌린지    | 10   | 9    | 2라운드 | -       |
| 2015 | K리그 챌린지    | 11   | 11   | 16강    | -       |
| 2016 | K리그 챌린지    | 11   | 10   | 3라운드 | -       |

## 참고 문헌
- “스포츠지원포털 등록 현황”. 대한체육회.
- “KFA 통합경기정보 시스템”. 대한축구협회.
- “K리그 데이터 포털”. 한국프로축구연맹.
- 김현회 (2013년 1월 24일). “40년 전 약속 지킨 조기축구회 청년들”. 네이트 뉴스.

## 같이 보기
- 충주 험멜 FC R